# Черемшанская улица (Самара)
Черемша́нская у́лица — улица в Промышленном и Кировском районах городского округа Самара.
Начало берёт от Малокаменной улицы и заканчивается Алма-Атинской улицей. Пересекает улицы: Болдинскую, Лазовую, Средне-Садовую, Охотничью, Аткарскую, Украины, Спартаковскую, Сокольническую, Александра Матросова; затем прерывается территорией Самарской психиатрической больницы и продолжается от Ново-Вокзальной улицы, пересекая улицу Калинина, Роторный переулок, Электрозаводскую, Сторожевую, Звенигородскую, Воронежскую, Бобровскую, Зарайскую, Красносельскую, Краснодонскую улицы,  Коломенский переулок, проспект Кирова, Минскую, Майскую, Советскую, Ташкентскую улицы, Угрюмский переулок, улицы Пугачёвскую, Нежинскую, Елизарова.
По улице на промежутке от Ташкентской до Алма-Атинской улицы проходит граница 15А микрорайона, на этом же участке вдоль Черемшанской улицы проходит железнодорожная ветка.

## Этимология годонима
Названа по имени татарского села Черемшан, до 1949 года носила название Восьмая улица Безымянки.

## Транспорт
Движение общественного транспорта по улице не осуществляется.
Остановки на пересечениях с другими улицами:
- Остановка «улица Нагорная» (улица Ново-Вокзальная):

Автобус — 38, 55;
Трамвай — 7,19.
- Остановка «улица Черемшанская» (проспект Кирова):

Троллейбус — 2, 4, 4к, 8, 12, 13, 18;
Автобус — 6, 29, 41, 47, 51.
- Остановка «улица Черемшанская» (улица Советская):

Трамвай — 21, 24, 24к, 25.
- Остановка «Спецавтоцентр» (улица Алма-Атинская):

Автобус — 12, 21, 68.

## Почтовые индексы
- 443105: Чётные: 160, 200—214, нечётные: 143—157 и 173—179
- 443035: Чётные: 102—158, нечетные: 101—139
- 443016: Чётные: 2-96, нечётные: 3-99
- 443098: Чётные: 222—258, нечётные: 181—189 и 197[2]

## Здания и сооружения

### Чётная сторона
- № 70 — Самарская областная физико-математическая школа
- № 230 — Ассоциация ГП «БЕРЕГ».
- № 244а — Детский православный центр при Святовоскресенском мужском монастыре

### Нечётная сторона
- № 89 — ЭКУ ГУВД